# 古冶站
古冶站，位于中华人民共和国河北省唐山市古冶区，是七滦铁路上的火车站，建于1889年。目前已无客运列车停靠。

## 歷史
- 建于1889年。
- 1995年停办客运业务。
- 2018年1月18日复站办理客运业务[3][4][5]，开行往返唐山南站与古冶站的市郊列車，每天往返5對，由北京铁路局管辖。为开通此线路，古冶区委、区政府投资了420万元，以修缮古冶站的月台、站前广场和候车室，及加装照明和监控设备[6]。
- 2023年7月1日起，停靠本站的客运列车全部停运。

## 車站周邊
- 古冶站文化园
- 古冶金钟果菜市场
- 唐山市第二十八中学
- 中国移动古冶营业厅
- 中国邮政储蓄银行西新楼支行

## 外部連結
- 中国铁路客户服务中心（页面存档备份，存于）